# Весели крачета 2
„Весели крачета 2“ (на английски: Happy Feet Two) е компютърна анимация от 2011 година на режисьора Джордж Милър, продължение е на „Весели крачета“ през 2006 година. Във филма участват Ейва Акрес, Илайджа Ууд, Робин Уилямс (в неговия последен анимационен филм), Пинк, Меибх Кемпбъл, Бенджамин Флорес-младши, Магда Шубански, Хюго Уивинг, Брад Пит, Мат Деймън, София Вергара, Ричард Картър и Ханк Азария. В този филм, Ерик, синът на Мъмбъл и Глория, трябва да спре апокалипсиса на Антарктида.
Продуциран от Kennedy Miller Mitchell и Dr. D Studios от Сидни, Австралия, премиерата на филма е на 18 ноември 2011 г., излъчван в северноамериканските кина в Digital 3D and IMAX 3D.

## Актьорски състав
- Ейва Акрес – Ерик, синът на Мъмбъл и Глория, внук на Мемфис и Норма Джийн.[5]
  - Елизабет Дейли изпълнява песните на Ерик, както и малкият Мъмбъл в оригиналния филм.
- Илайджа Ууд – Мъмбъл, съпругът на Глория и баща на Ерик.
- Робин Уилямс – Рамон и Лавлейс, приятели на Мъмбъл. Уилямс също е разказвач на филма, като от първия филм. Това е последния анимационния филм на Уилямс преди смъртта му през 2014 г.
- Алиша Мур (Пинк) – Глория, съпруга на Мъмбъл и майка на Ерик (Пинк замества Британи Мърфи след смъртта й през 2009 г.)
- Меибх Кембъл – Бодисея „Бо“, дъщеря на мис Вайола и приятелка на Ерик. (Елизабет Дейли осигурява вокалния глас)
- Бенджамин Флорес-младши – Атикъс, синът на Сиймор и най-добрият приятел на Ерик.
- Комън – Сиймор, баща на Атикъс.
- Магда Шубански – Мис Вайола, майка на Бо.
- Хюго Уивинг – Ноа[6]
- Брад Пит – Уил[7]
- Мат Деймън – Бил[7]
- София Вергара – Кармен, гадже на Рамон.[8]
- Ричард Картър – Брайън
- Антъни Лапалия – Алфа Скуа[9]
- Ханк Азария – Могъщия Свен[10]

## Продукция
Илайджа Ууд, Робин Уилямс, Магда Шубански и Хюго Уивинг повтарят предишните си изпълнения като Мъмбъл, Рамон, Ловлейс, Мис Вайола и Ноа. Никол Кидман и Хю Джакман направиха малка роля като Норма Дийн и Мемфис.
Британи Мърфи, която оригинално озвучаваше Глория, трябваше да повтори ролята си, за да започне записите през 2010 г., но почина от пневмония на 20 декември 2009 г.

## Пускане
Премиерата на филма е във Съединените щати на 18 ноември 2011 г. от Warner Bros. Pictures.
На 13 март 2012 г. е издаден на DVD и Blu-ray и 3D Blu-ray от Warner Home Video.

## В България
В България филмът е пуснат по кината на 2 декември 2011 г. от Александра Филмс.
През 2012 г. е пуснат на DVD и Blu-ray от PRO Video SRL чрез Филм Трейд.
На 10 септември 2016 г. е излъчен по bTV Comedy с разписание събота в 20:30 ч.

### Дублажи
Синхронен дублаж
| Роля            | Изпълнител           |
| --------------- | -------------------- |
| Мамбъл          | Тодор Николов        |
| Глория          | Белослава Йонова     |
| Рамон и Лавлейс | Здравко Методиев     |
| Свен            | Ненчо Балабанов      |
| Сиймор          | Стоян Цветков        |
| Мис Вайола      | Ива Апостолова       |
| Ноа             | Христо Узунов        |
| Уил             | Румен Угрински       |
| Бил             | Силвестър Силвестров |
| Кармен          | Светлана Смолева     |
| Брайън          | Петър Чернев         |
| Алфа Скуа       | Георги Стоянов       |

| Обработка           | Доли Медия Студио |
| ------------------- | ----------------- |
| Режисьор на дублажа | Даниела Горанова  |
| Музикален режисьор  | Ненчо Балабанов   |

Войсоувър дублаж
| Озвучаващи артисти  | Ася Рачева Георги Стоянов Радослав Рачев Светломир Радев Татяна Захова |
| Преводач            | Яна Янева                                                              |
| Тонрежисьор         | Цветан Дацов                                                           |
| Режисьор на дублажа | Мария Ангелова                                                         |